# Hear in the Now Frontier
| Оценки критиков      | Оценки критиков |
| Источник             | Оценка          |
| -------------------- | --------------- |
| Allmusic             | [ 1 ]           |
| Chicago Tribune      | [ 2 ]           |
| Entertainment Weekly | B               |

Hear in the Now Frontier — шестой студийный альбом группы Queensrÿche, вышедший в 1997 году.
Альбом был переиздан 10 июня 2003 года в ремастированном издании с бонус-треками. В Соединённых Штатах к 2006 году альбом был продан количеством в 330 000 копий.

## Тур
Во время тура в поддержку альбома лейбл EMI America Records разорился. Queensrÿche были вынуждены продолжить тур за свой счёт. Во время тура гитарист Крис ДеГармо объявил о своём уходе из группы. ДеГармо временно вернулся в группу в 2003 году, чтобы сыграть и написать 5 композиций для альбома Tribe, однако официально не вернулся в группу.
В туре 1997 года группа играла только половину альбома с 5 песнями, ещё не сыгранными на сегодняшний день включая: «Cuckoo’s Nest», «Hero», «Miles Away», «All I Want» и «sp00L». Тем не менее, «sp00L» и «Hero» были сыграны группой Джеффа Тейта во время тура в поддержку сольного альбома.

## Список композиций
| №   | Название             | Автор(ы)               | Длительность |
| --- | -------------------- | ---------------------- | ------------ |
| 1.  | «Sign of the Times»  | Крис ДеГармо           | 3:33         |
| 2.  | «Cuckoo's Nest»      | ДеГармо                | 3:59         |
| 3.  | «Get a Life»         | ДеГармо, Джефф Тейт    | 3:39         |
| 4.  | «The Voice Inside»   | ДеГармо                | 3:48         |
| 5.  | «Some People Fly»    | ДеГармо, Тейт          | 5:17         |
| 6.  | «Saved»              | ДеГармо, Тейт          | 4:09         |
| 7.  | «You»                | ДеГармо, Тейт          | 3:54         |
| 8.  | «Hero»               | ДеГармо                | 5:25         |
| 9.  | «Miles Away»         | ДеГармо                | 4:32         |
| 10. | «Reach»              | Тейт, Майкл Уилтон     | 3:30         |
| 11. | «All I Want»         | ДеГармо                | 4:06         |
| 12. | «Hit the Black»      | ДеГармо, Эдди Джексон  | 3:36         |
| 13. | «Anytime / Anywhere» | ДеГармо, Джейсон, Тейт | 2:54         |
| 14. | «sp00L»              | ДеГармо, Тейт          | 4:53         |

| №   | Название                                                                      | Автор(ы)              | Длительность |
| --- | ----------------------------------------------------------------------------- | --------------------- | ------------ |
| 15. | «Chasing Blue Sky»                                                            | Скотт Рокенфилд, Тейт | 3:41         |
| 16. | «Silent Lucidity» (live at MTV Unplugged, Los Angeles, CA on 27 April 1992)   | ДеГармо               | 5:24         |
| 17. | «The Killing Words» (live at MTV Unplugged, Los Angeles, CA on 27 April 1992) | ДеГармо, Тейт         | 3:52         |
| 18. | «I Will Remember» (live at MTV Unplugged, Los Angeles, CA on 27 April 1992)   | ДеГармо               | 4:01         |

## Участники записи
Участники группы
- Джефф Тейт — вокал
- Крис ДеГармо — гитара, вокал (основной вокал на «All I Want»)
- Майкл Уилтон — гитара
- Эдди Джексон — бас-гитара
- Скотт Рокенфилд — ударные

Дополнительные музыканты
- Мэтт Роллингс — клавиши, пианино на «All I Want»
- Стив Нэйтан — клавиши
- Дэвид Рэгсдэйл — скрипка на «Sign of the Times»

## Позиции в чартах
| Год  | Чарт                          | Позиция |
| ---- | ----------------------------- | ------- |
| 1997 | Swedish Albums Chart          | 13      |
| 1997 | Finnish Albums Chart          | 18      |
| 1997 | Billboard 200 (U.S.)          | 19      |
| 1997 | German Albums Chart           | 19      |
| 1997 | Ultratop Belgian Charts       | 25      |
| 1997 | Norwegian Albums Chart        | 36      |
| 1997 | RPM100 Albums (Canada)        | 41      |
| 1997 | UK Albums Chart               | 46      |
| 1997 | Oricon Japanese Albums Charts | 60      |

| Год  | Название            | Чарт                       | Позиция |
| ---- | ------------------- | -------------------------- | ------- |
| 1997 | «Sign of the Times» | Hot Mainstream Rock Tracks | 3       |
| 1997 | «Sign of the Times» | RPM100 Hit Tracks (Canada) | 83      |
| 1997 | «You»               | Hot Mainstream Rock Tracks | 11      |